# Геополимер
Понятието „геополимер” е дефинирано в края на 70-те години на 20 век от френския учен и инженер Жозеф Давидовиц, който въвежда нов клас строителни неорганични материали, синтезирани чрез реакция между алумосиликатна пудра и алкален разтвор.  Давидовиц въвежда термина през 1978 г. и създава френската научна организация с нестопанска цел „Institut Géopolymèr“.
Геополимерите представляват вериги или мрежи от неорганични молекули свързани с ковалентни връзки. 